# Oxigenoterapia

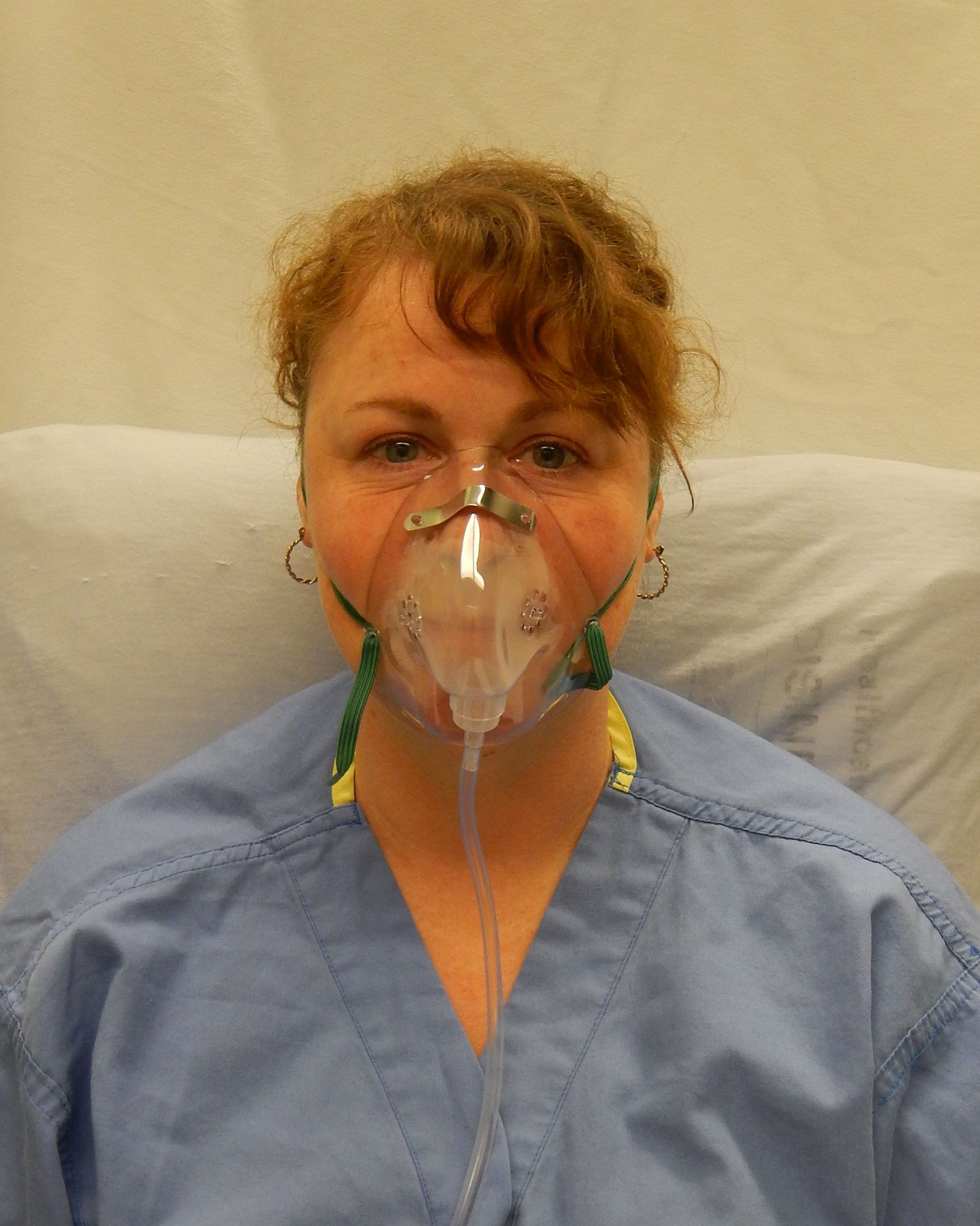
Administração de oxigénio com máscara facial simples

Oxigenoterapia é a utilização de oxigénio em tratamentos médicos. As principais aplicações são o tratamento da baixa saturação de oxigénio, intoxicação por monóxido de carbono, cefaleia em salvas e para manter a saturação de oxigénio durante a administração de anestésicos inalatórios. A oxigenoterapia pode também ser usada a longo prazo em pessoas com doenças que causam baixa saturação de oxigénio crónica, como a doença pulmonar obstrutiva crónica ou a fibrose cística. O oxigénio pode ser administrado de várias formas, incluindo cânula nasal, máscara facial ou no interior de uma câmara hiperbárica.
A saturação de oxigénio recomendada depende da condição a ser tratada. Na maior parte dos casos é recomendada uma saturação de 94–96%, embora em pessoas com risco de retenção de dióxido de carbono sejam preferíveis seturações de 89–92% e em pessoas com intoxicação por monóxido de carbono ou parada cardíaca devam ser o mais elevadas possível. Enquanto o ar respirado é geralmente constituído por 21% de oxigénio, na oxigenoterapia esta percentagem pode chegar aos 100%. O oxigénio é fundamental para o normal funcionamento do metabolismo celular. Uma concentração excessivamente elevada de oxigénio pode causar intoxicação e resultar em lesões nos pulmões ou insuficiência respiratória em pessoas predispostas. Pode também aumentar o risco de incêndios, sobretudo ao fumar, e sem humidificação pode secar o nariz.
A utilização de oxigénio em medicina começou-se a tornar comum por volta de 1917. A oxigenoterapia está na Lista de Medicamentos Essenciais da Organização Mundial de Saúde, que lista os medicamentos mais eficazes, seguros e imprescindíveis num sistema de saúde. A administração de oxigénio em casa pode ser feita com recurso a tanques de oxigénio ou concentradores de oxigénio portáteis. Estima-se que a administração de oxigénio seja o tratamento mais comum nos hospitais em países desenvolvidos.